# Liste der Träger des Großen Goldenen Ehrenzeichens am Bande für Verdienste um die Republik Österreich seit 1952
In dieser nicht vollständigen Liste sind Besitzer des Großen Goldenen Ehrenzeichens am Bande für Verdienste um die Republik Österreich (1952) mit kurzen Angaben zur Person und, wenn bekannt, zum Anlass der Verleihung aufgeführt.
Bei den Berufs- bzw. Funktionsbezeichnungen ist der Einheitlichkeit halber immer der erlernte Beruf (falls relevant, sonst der zum Zeitpunkt der Verleihung ausgeübte Beruf) und nachstehend die Funktion, gereiht nach politischer Ebene, angegeben.
Die Einträge sind, falls bekannt, nach dem Verleihungsjahr oder der Veröffentlichung sortiert, innerhalb des Jahres alphabetisch, die Jahresangaben haben aber aufgrund der verschiedenen Quellangaben eine Unschärfe, da die Zeit vom Antrag über die Verleihung bis zur Bekanntmachung mehrere Monate betragen kann.
Eine – teils unvollständige – Liste findet sich in einer Anfragebeantwortung des Bundeskanzlers:

## Träger (Auswahl)
(nach Jahr der Verleihung)

### 1952–1960
- Ludwig Adamovich, Präsident des Verfassungsgerichtshofes (1954)
- Johann Böhm, Zweiter Präsident des Nationalrates (1954)
- Giovanni Dellepiane, Apostolischer Nuntius in Österreich (1954)
- Seyfullah Esin, türkischer Botschafter in Österreich (1954)
- Leopold Figl, Bundeskanzler (1954)
- Hans Frenzel, Präsident des Rechnungshofes (1954)
- Karl Gruber, Außenminister (1954)
- Makonnen Haile Selassie, Prinz von Äthiopien, Herzog von Harar (1954)
- Eduard Heinl, kurze Zeit Vizekanzler und Bundesminister für Handel und Wiederaufbau (1954)
- Oskar Helmer, Innenminister (1954)
- Ernst Kolb, Handelsminister und Unterrichtsminister (1954)
- Charilaos Zamarias, griechischer Botschafter in Österreich (1954)
- Peter Martin Anker, norwegischer Botschafter in Österreich (1955)
- Erwin Altenburger, Kanzleramtsminister (1955)
- Enrico Anzilotti, italienischer Botschafter in Österreich (1955)
- Joseph Bech, luxemburgischer Außenminister (1955)
- Johan Willem Beijen, niederländischer Außenminister (1955)
- Heinrich von Brentano, deutscher Außenminister (1955)
- Walter Hallstein, deutscher Staatssekretär im Auswärtigen Amt (1955)
- Franz Handler, Präsident des Obersten Gerichtshofes (1955)
- Paul von Heiterer-Schaller, Präsident des Verwaltungsgerichtshofes (1955)
- Ruslan Abdulgani, indonesischer Außenminister (1956)
- Konrad Adenauer, deutscher Bundeskanzler (1956)
- Franz Blücher, deutscher Bundesminister für wirtschaftliche Zusammenarbeit (1956)
- Adolpho Cardoso de Alencastro Guimarães, brasilianischer Botschafter in Österreich (1956)
- Hans Globke, deutscher Chef des Bundeskanzleramts (1956)
- José Carlos de Macedo Soares, brasilianischer Außenminister (1956)
- Ferdinand du Chastel de la Howarderie, belgischer Botschafter in Österreich (1957)
- Maurice Faure, französischer Staatssekretär (1957)
- Eugen Gerstenmaier, deutscher Präsident des Deutschen Bundestages (1957)
- Mohammed Daoud Khan, afghanischer Ministerpräsident (1957)
- Hossein Ala iranischer Premierminister (1958)
- Ali Gholi Ardalan iranischer Außenminister (1958)
- Angelo Corrias, italienischer Botschafter in Österreich (1958)
- Heinrich Drimmel, Unterrichtsminister (1958)
- Jelle Zijlstra, niederländischer Wirtschaftsminister (1958)
- Fritz Bock, Minister für Handel und Wiederaufbau (1959)
- Enrique Bernstein Carabantes, chilenischer Botschafter in Österreich (1959)
- Robert d'Aspremont-Lynden, belgischer Botschafter in Österreich (1959)
- Georges Delcoigne, belgischer Botschafter in Österreich (1959)
- Gaston Eyskens, belgischer Premierminister (1959)
- Heinrich Gleißner, Landeshauptmann von Oberösterreich (1959)
- Ferdinand Graf, Verteidigungsminister (1959)

### 1961–1970
- Prinzessin Beatrix der Niederlande, Thronfolgerin der Niederlande, Prinzessin von Oranien-Nassau, Prinzessin zur Lippe-Biesterfeld (1961)
- Irene von Oranien-Nassau, Prinzessin der Niederlande, Prinzessin zur Lippe-Biesterfeld (1961)
- Ludwig Viktor Heller, Präsident des Obersten Gerichtshofes (1965)
- Mary Cavendish, Duchess of Devonshire, britische Obersthofmeisterin (1966)
- Marina, Duchess of Kent, Prinzessin des Vereinigten Königreichs und anderer Commonwealth Realms (1966)
- Richard Kerschagl, Wirtschaftswissenschaftler (1966)
- Grete Rehor, Bundesministerin für Soziale Verwaltung (1969)
- Prinzessin Anne, Princess Royal und Staatsrat des Vereinigten Königreichs und anderer Commonwealth Realms (1969)

### 1971–1980
- Norbert Elsigan, Präsident des Obersten Gerichtshofes (1971)
- Willy Brandt, deutscher Bundeskanzler (1972)
- Hannes Androsch, Finanzminister (1974)
- Hertha Firnberg, Wissenschaftsministerin (1974)
- Ingrid Leodolter, Gesundheitsministerin (1974)[2]
- Ernst Benda, deutscher Jurist, deutscher Bundesinnenminister von 1968 bis 1969 und Präsident des Bundesverfassungsgerichts von 1971 bis 1983 (1975)
- Basma bint Talal, jordanische Prinzessin und Diplomatin (1978)

### 1981–1990
- Franz Josef Strauß, deutscher Bundesminister und Ministerpräsident des Freistaates Bayern (1982)
- Mario Cagna, Bischof, Nuntius (1985)
- Friedhelm Frischenschlager, Verteidigungsminister 1983–1986 (1986)
- Franz Vranitzky, Politiker, Bundeskanzler 1986–1997 (1987)
- Silvius Magnago, Jurist und Landeshauptmann von Südtirol (1989)
- Helmut Zilk, Unterrichtsminister 1983, LHM/Bürgermeister von Wien 1984–1994 (1989)
- Marilies Flemming, Juristin und Umweltministerin 1987–1991 (1990)
- Hilde Hawlicek, Bundesministerin für Unterricht, Kunst und Sport (1990)

### 1991–2000
- Harald Ettl, Gewerkschafter und Gesundheitsminister 1989–1992, MdEP 1996–2009 (1992)
- Joseph Kardinal Ratzinger, Präfekt der Glaubenskongregation, danach Papst (1992)
- James Aloysius Hickey, Erzbischof von Washington (1993)
- Johanna Dohnal, Frauenministerin und Ikone der österreichischen Frauenbewegung (1994)
- Werner Fasslabend, Politiker und Verteidigungsminister 1990–2000 (1994)
- Anita Gradin, schwedische Ministerin, EU-Kommissarin und Botschafterin in Österreich (1994)
- Fra' Ludwig Hoffmann-Rumerstein, Großkomtur des Souveränen Malteserordens (1994)
- Franz König, Erzbischof von Wien (1995)
- Jürgen Weiss, Politiker, Bundesminister 1991–1994, Bundesrat 1979–2009 (1995)
- Viktor Klima, Politiker, Bundesminister 1992–1997 und Bundeskanzler 1997–2000 (1996)
- Martin Purtscher, Landeshauptmann von Vorarlberg (1997)
- Herbert Schambeck, Politiker, Vizepräsident/Präsident des Bundesrates 1975–1997 (1997)
- Lilian von Schweden, Prinzessin von Schweden, Herzogin von Halland (1997)
- Victoria von Schweden, Kronprinzessin von Schweden, Herzogin von Västergötland (1997)
- Loyola de Palacio, spanische Ministerin für Landwirtschaft, Fischerei und Ernährung, spätere Vizepräsidentin der Europäischen Kommission und EU-Kommissarin für Verkehr und für Energie (1997)
- Cristina von Spanien, Infantin von Spanien, Herzogin von Palma de Mallorca (1997)
- Elena von Spanien, Infantin von Spanien, Herzogin von Lugo (1997)
- Katja Boh, slowenische Gesundheitsministerin, Hochschullehrerin und Botschafterin in Österreich (1998)
- Martin Bartenstein, Chemieunternehmer und Bundesminister 1995–2008 (1998)
- Leni Fischer, deutsche Politikerin, Präsidentin der Parlamentarischen Versammlung des Europarates (1998)
- Jutta Limbach, Präsidentin des deutschen Bundesverfassungsgerichts (1998)
- Albrecht Freiherr von Boeselager, Mitglied der Ordensregierung des Malteserordens (1999)
- Caspar Einem, von 1995 bis 1997 Innenminister, danach Bundesminister für Wissenschaft und Verkehr (1999)
- Johann Farnleitner, von 1992 bis 1996 Generalsekretär der Wirtschaftskammer Österreichs und ab 1996 Bundesminister für wirtschaftliche Angelegenheiten (1999)
- Franz Fiedler, Jurist und Rechnungshofpräsident von 1992 bis 2004 (1999)
- Masako Owada, Diplomatin und Kronprinzessin von Japan (1999)
- Naruhito, Kronprinz von Japan (1999)
- Evelyn Messner, Volksanwältin von 1989 bis 1998 und Abgeordnete zum Österreichischen Nationalrat von 1986 bis 1989 (1999)
- Ursula Seiler-Albring, Botschafterin der Bundesrepublik Deutschland in Österreich (1999)
- Herbert Scheibner, Politiker, Verteidigungsminister 2000–2003 (1999)
- Jean-Louis Tauran, Kurienkardinal der römisch-katholischen Kirche (1999)
- Rudolf Edlinger, Bundesminister für Finanzen (2000)
- Eleonora Hostasch, Bundesministerin für Arbeit, Gesundheit und Soziales (2000)
- Clemens Jabloner, Präsident des österreichischen Verwaltungsgerichtshofes (2000)
- Alois von und zu Liechtenstein, Erbprinz von Liechtenstein (2000)
- Barbara Prammer, Bundesministerin für Frauenangelegenheiten und Konsumentenschutz, spätere Präsidentin des Nationalrates (2000)
- Karl Schlögl, Bundesminister für Inneres (2000)
- Donato Squicciarini, römisch-katholischer Erzbischof und Apostolischer Nuntius in Österreich (2000)
- Maria Schaumayer, Wirtschaftswissenschafterin, Politikerin, Präsidentin der Österreichischen Nationalbank (2000)
- Edmund Stoiber, Ministerpräsident des Freistaates Bayern und Vorsitzender der CSU (2000)

### 2001–2010
- Christa Krammer, Bundesministerin für Gesundheit und Konsumentenschutz von 1994 bis 1997, Abgeordnete zum Nationalrat von 1997 bis 1998 und Volksanwältin tätig von 1999 bis 2001 (2001)
- Walentina Iwanowna Matwijenko, Stellvertreterin des russischen Regierungschefs (2001)
- Horst Schender, Volksanwalt und Politiker (2001)
- Silvio Berlusconi, italienischer Politiker (2002)
- Birgitta Dahl, schwedische Reichstagpräsidentin (2002)
- Erwin Felzmann, Präsident des Obersten Gerichtshofes (2002)
- Gianfranco Fini, italienischer Politiker (2002)
- Erna Hennicot-Schoepges, luxemburgische Ministerin (2002)
- Wilhelm Molterer, Bundesminister für Land- und Forstwirtschaft von 1994 bis 2003 (2002)
- Maria José Ritta, Primeira-dama von Portugal (2002)
- Dieter Böhmdorfer, Bundesminister für Justiz von 2000 bis 2004 (2003)
- Karl-Heinz Grasser, Bundesminister für Finanzen von 2000 bis 2007 (2003)
- Herbert Haupt, Vizekanzler und Bundesminister für soziale Sicherheit und Generationen bzw. soziale Sicherheit, Generationen und Konsumentenschutz von 2000 bis 2005 (2004)
- Susanne Riess-Passer, Juristin, Vizekanzlerin, Manager und Bundesministerin für öffentliche Leistung und Sport (2003)
- Ernst Strasser, Bundesminister für Inneres von 2000 bis 2004 (2003)
- Andres Zaldivar, chilenischer Senatspräsident (2003)
- Elisabeth Gehrer, Bildungsministerin (2004)
- Rita Kieber-Beck, Stellvertretende Regierungschefin und Regierungsrätin des Fürstentums Liechtenstein (2004)
- Maria-Pia Kothbauer, Diplomatin, Prinzessin und Botschafterin des Fürstentums Liechtenstein (2004)
- Petr Pithart, tschechischer Senatspräsident (2004)
- Christina Rau, deutsche Politologin und First Lady (2004)
- Maha Chakri Sirindhorn, thailändische Dozentin und Prinzessin (2004)
- Günter Verheugen, deutscher EU-Kommissar (2004)
- Gyula Horn, ungarischer Ministerpräsident (2005)
- Pavol Hrušovský, slowakischer Nationalratspräsident (2005)
- Andreas Khol, Universitätsprofessor und Nationalratspräsident von 2002 bis 2006 (2005)
- Omar Mohammed Kurdi, Botschafter von Saudi-Arabien (2005)
- Erwin Pröll, Landeshauptmann von Niederösterreich von 1992 bis 2017 (2005)
- Peter Schieder, Journalist und Politiker (2005)
- Walter Schwimmer, Politiker, Generalsekretär des Europarates (2005)
- Katalin Szili, ungarische Parlamentspräsidentin (2005)
- Georg Zur, katholischer Erzbischof und Apostolischer Nuntius in Österreich (2005)
- Waltraud Klasnic, Landeshauptmann der Steiermark (2006)
- Karl Korinek, Präsident des Verfassungsgerichtshofs (2006)
- Elita Kuzma, Botschafterin von Lettland (2006)
- Lydie Polfer, Stellvertretende Premierministerin und Außenministerin Luxemburgs (2006)
- Kofi Annan, Generalsekretär der Vereinten Nationen (2007)
- Dora Bakoyannis, griechische Außenministerin (2007)
- Patricia Espinosa Cantellano, mexikanische Außenministerin (2007)
- Patricio Palacios Cevallos, Botschafter der Republik Ecuador in Österreich (2007)
- Ene Ergma, Astrophysikerin und Vorsitzende des estnischen Parlaments (2007)
- Mette-Marit Tjessem Høiby, Kronprinzessin von Norwegen (2007)
- Jewgeni Maximowitsch Primakow, Vorsitzender der Handels- und Industriekammer der Russischen Föderation (2007)
- Haakon von Norwegen, Kronprinz von Norwegen (2007)
- Maud Olofsson, schwedische Vize-Ministerpräsidentin und Wirtschaftsministerin (2007)
- Maria Rauch-Kallat, Bundesministerin (2007)
- Mailis Reps, estnische Ministerin für Bildung und Forschung (2007)
- Christoph Kardinal Schönborn, römisch-katholischer Theologe und Erzbischof von Wien (2007)
- Anna Elisabeth Haselbach, Vizepräsidentin des Bundesrates (2008)
- Josef Moser, Präsident des Rechnungshofes (2008)
- Ursula Plassnik, Juristin und Bundesministerin für auswärtige Angelegenheiten von 2004 bis 2007 und Bundesministerin für europäische und internationale Angelegenheiten seit 2007 (2008)
- Atta ur Rahma, pakistanischer Minister für Wissenschaft und Technologie (2008)
- Maria Cavaco Silva, Literaturwissenschaftlerin, Primeira-dama von Portugal (2009)
- Mohammed el-Baradei, Generaldirektor der Internationalen Atomenergie-Organisation (2009)
- Michael Häupl, Bürgermeister von Wien (2009)
- Kusmayantho Kadiman, indonesischer Staatsminister für Forschung und Technologie (2009)
- Stanisław Dziwisz, Erzbischof von Krakau (2009)
- Norbert Darabos, Verteidigungsminister (2010)
- Linglingay Fonacier-Lacanlale, Botschafterin der Republik der Philippinen (2010)
- Johannes Hahn, Wissenschaftsminister, späterer EU-Kommissar (2010)
- István Horváth, Botschafter der Republik Ungarn (2010)
- Thorbjørn Jagland, Präsident des Storting des Königreiches Norwegen (2010)
- Jean-Claude Juncker, Premierminister Luxemburgs und Präsident der Europäischen Kommission (2010)
- Stanislav Osadchiy, Botschafterin der Russischen Föderation (2010)
- Adisak Panupong, Botschafter von Thailand (2010)
- Ulla Schmidt, deutsche Gesundheitsministerin (2010)
- Claudia Schmied, Unterrichtsministerin (2010)
- Benita Ferrero-Waldner, Außenministerin und EU-Kommissarin (2010)

### 2011–2020
- Doris Bures, Bundesministerin für Verkehr, Innovation und Technologie, Präsidentin des Nationalrates (2011)
- Rosso José Serrano Cadena, Botschafter der Republik Kolumbien (2011)
- Maria Fekter, Innenministerin und Finanzministerin (2011)
- Irmgard Griss, Präsidentin des Obersten Gerichtshofes (2011)
- Hans Niessl, Landeshauptmann des Burgenlandes (2011)
- Marjatta Rasi, finnische Botschafterin in Österreich (2011)
- Jean-Claude Trichet, Präsident der Europäischen Zentralbank (2011)
- Nikolaus Berlakovich, Bundesminister für Land- und Forstwirtschaft, Umwelt und Wasserwirtschaft (2012)
- Werner Faymann, Bundeskanzler (2012)
- Gabriele Heinisch-Hosek, Bundesministerin für Frauen und Öffentlichen Dienst  (2012)
- Gerhart Holzinger, Präsident des Verfassungsgerichtshofs  (2012)
- Rudolf Hundstorfer, Bundesminister für Soziales und Konsumentenschutz (2012)
- Reinhold Mitterlehner, Bundesminister für Wirtschaft, Familie und Jugend  (2012)
- Michael Spindelegger, Bundesminister für europäische und internationale Angelegenheiten und Vizekanzler (2012)
- Alois Stöger, Bundesminister für Gesundheit  (2012)
- Klaus Tschütscher, Regierungschef der Regierung des Fürstentums Liechtenstein (2012)
- Angela Merkel, deutsche Bundeskanzlerin (2015)[3]
- Martin Schulz, Präsident des Europäischen Parlamentes (2015)
- Franz Voves,  Landeshauptmann der Steiermark (2016)[4]
- Aurelia Frick, liechtensteinische Politikerin (2017)[5]
- Phil Hogan, irischer Politiker (2017)[6]
- Elena Schekerletowa, bulgarische Botschafterin in Österreich (2017)
- Alexa Wesner, US-amerikanische Botschafterin in Österreich (2017)
- Sophie in Bayern, Erbprinzessin von Liechtenstein, Betreiberin einer Beratungsstelle für Schwangere in Vorarlberg (2018)
- Laura Mattarella, First Lady Italiens, Tochter des Präsidenten (2019)
- Jan Sechter, tschechischer Botschafter in Österreich (2019)[7]
- Sami Ukelli, Botschafter der Republik Kosovo in Österreich (2020)

### Seit 2021
- Brigitte Bierlein, Bundeskanzlerin, Präsidentin des Verfassungsgerichtshofes (2021)[8]
- Jolanta Róża Kozłowska, polnische Botschafterin in Österreich (2022)
- Ferenc Krausz, österreichisch-ungarischer Physiker, Nobelpreisträger (2024)[9]
- Catherine Koika, griechische Botschafterin in Österreich (2024)[9]
- Anton Zeilinger, Peter Handke und Eric Kandel, Nobelpreisträger (2024)[10]
- Elfriede Jelinek, österreichische Schriftstellerin, Nobelpreisträgerin (2024)[11]
- Martin Karplus, Nobelpreisträger (2024)[12]
- Roberta Metsola, EU-Parlamentspräsidentin (2024)[13]
- Karl Nehammer, Bundeskanzler, Innenminister (2025)[14]
- Alexander Schallenberg, Außenminister, Bundeskanzler (2025)[14]
- Alma Zadic, Justizministerin (2025)[14]
- Karoline Edtstadler, Kanzleramtsministerin (2025)[14]
- Gerhard Karner, Innenminister (2025)[14]
- Martin Kocher, Wirtschaftsminister (2025)[14]
- Martin Polaschek, Bildungsminister (2025)[14]
- Susanne Raab, Kanzleramtsministerin (2025)[14]
- Klaudia Tanner, Verteidigungsministerin (2025)[14]
- Norbert Totschnig, Landwirtschaftsminister (2025)[14]
- Johannes Rauch, Gesundheitsminister (2025)[14]
- Magnus Brunner, EU-Kommissar für Inneres, Finanzminister (2025)[14]
- Wolfgang Sobotka, Nationalratspräsident, Innenminister (2025)[14]